# Зубинген
Зубинген (нем. Subingen) — коммуна в Швейцарии, в кантоне Золотурн.
Входит в состав округа Вассерамт. Население составляет 2893 человека (на 31 декабря 2007 года). Официальный код — 2532.